# 沈繼先
沈繼先（1435年—？），字述之，浙江杭州府仁和縣人，民籍，明朝政治人物。進士出身。

## 生平
天順三年（1459年），己卯科浙江鄉試第一名（解元）。成化十四年（1478年）戊戌科會試第二百三十九名，殿試登進士第二甲第五名，授刑部主事。

## 家族
曾祖沈興。祖父沈□任，貢士。父沈備□，教諭。前母錢氏，母徐氏。慈侍下。娶李氏，继娶周氏。